# 丸山公園 (安芸高田市)
丸山公園（まるやまこうえん）は、広島県安芸高田市向原町坂にある都市公園。旧向原町を一望に出来る、4階建てのビルに相当する展望台が魅力。

## 概要
安芸高田市向原町の中央に位置する公園で、頂上には展望台があり見晴らしが良い。春にはかたくりの花や桜が咲き、秋には紅葉が楽しめる。
公園内の遊歩道等も整備されており散策にも適している。

## 沿革
- 2010年（平成22年）3月28日 - 一帯の環境整備が行われた[6]。
- 2010年（平成22年）4月4日 - ふれあい春祭り開催。

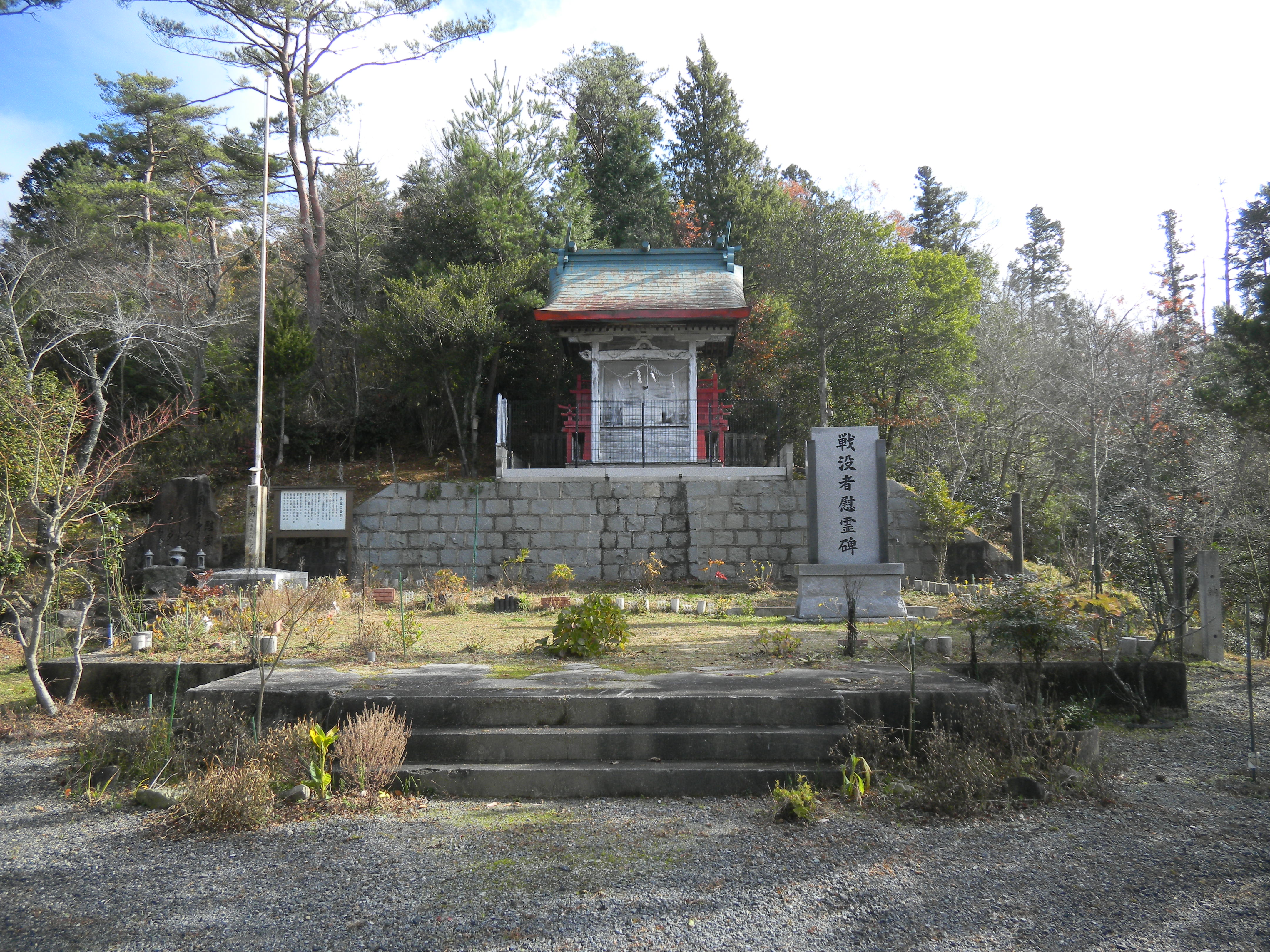
戦没者慰霊碑

- 2011年（平成23年）4月10日 - 東日本大震災被災者支援丸山公園ふれあいチャリティーバザー[7] 開催。

- 2011年（平成23年）8月1日 - 慰霊碑前で、原爆死没者慰霊式が行われた[8]。
- 2015年（平成27年）4月12日 - 向原さくらの舞神楽共演大会が開催される[9]。

## 設備
- 子ども広場
- 芝ゲレンデ
- 展望台[10]
- 丸山健康の森
- 原爆慰霊碑[11]
- 遊歩道
- 護国神社
- 藤棚（パーゴラ）
- 屋外テーブル・椅子
- カタクリ、アジサイ、紅葉、桜、つつじ、すいせん
- 四阿

## アクセス
- JR西日本芸備線向原駅から徒歩10分
- 中国自動車道高田ICから車で約25分
- 山陽自動車道西条ICから約40分
  - 駐車場あり 10台

## 周辺の見所
- 土師ダム
- 八千代湖
- のどごえ公園
- 咽声神社
- 郡山城跡
- 土師民俗資料館